# Цихе (Куявсько-Поморське воєводство)
Цихе (пол. Ciche, нім. Zichen) — село в Польщі, у гміні Збічно Бродницького повіту Куявсько-Поморського воєводства.
Населення — 585 осіб (2011).
У 1975-1998 роках село належало до Торунського воєводства.

## Демографія
Демографічна структура станом на 31 березня 2011 року:
|          | Загалом | Допрацездатний вік | Працездатний вік | Постпрацездатний вік |
| -------- | ------- | ------------------ | ---------------- | -------------------- |
| Чоловіки | 303     | 57                 | 222              | 24                   |
| Жінки    | 282     | 62                 | 164              | 56                   |
| Разом    | 585     | 119                | 386              | 80                   |